# Federico Pietro Mignani
Federico Pietro Mignani (Massa, 28 agosto 1920 – 1º settembre 1996) è stato un politico italiano.

## Biografia
Esponente del Partito Comunista Italiano, approdò alla Camera nel 1973, subentrando a Mauro Silvano Lombardi (deceduto); alle politiche del 1972 aveva ottenuto 5.923 preferenze ed era risultato il secondo dei non eletti (Rosalia Vagli, prima dei non eletti, era subentrata ad Aldo Arzilli).
Terminò il mandato parlamentare nel 1976.